# Nicolás Pereira
Nicolás Pereira (Salto, 29 settembre 1970) è un ex tennista e telecronista sportivo venezuelano.

## Biografia
A livello giovanile ha ottenuto grandi risultati, nella stagione 1988 ha vinto in sequenza il Roland Garros, Wimbledon e gli US Open.
Meno brillante è stata la sua esperienza da professionista, condizionata da una serie di infortuni che l'hanno tenuto spesso lontano dai campi da gioco. Si è comunque aggiudicato due titoli nel singolare e tre nel doppio.
Ha raggiunto la sua forma migliore nel 1996, quando è riuscito a battere l'allora numero 1 del mondo Thomas Muster. Nello stesso anno ha preso parte alle Olimpiadi (uscendo poi al secondo turno) e ottenuto il suo più alto piazzamento nel ranking ATP con la 74ª posizione.
In Coppa Davis ha giocato un totale di cinquantadue match con la squadra venezuelana vincendone trentadue.
Dopo il ritiro è diventato telecronista sportivo.

## Statistiche

### Singolare

#### Vittorie (2)
| Legenda                |
| Grande Slam (0)        |
| Tennis Masters Cup (0) |
| ATP Masters Series (0) |
| ATP Tour (2)           |

| Numero | Data              | Torneo                                     | Superficie  | Avversario in finale | Punteggio     |
| 1.     | 12 settembre 1994 | Bancolombia Open, Bogotà                   | Terra rossa | Mauricio Hadad       | 6-3, 3-6, 6-4 |
| 2.     | 8 luglio 1996     | Hall of Fame Tennis Championships, Newport | Erba        | Grant Stafford       | 4-6, 6-4, 6-4 |

### Doppio

#### Vittorie (3)
| Legenda                |
| Grande Slam (0)        |
| Tennis Masters Cup (0) |
| ATP Masters Series (0) |
| ATP Tour (3)           |

| Numero | Data             | Torneo                         | Superficie  | Compagno       | Avversari in finale            | Punteggio     |
| 1.     | 1º gennaio 1990  | Wellington Classic, Wellington | Cemento     | Kelly Evernden | Sergio Casal Emilio Sánchez    | 6-4, 7-6      |
| 2.     | 1º gennaio 1991  | Wellington Classic, Wellington | Cemento     | Luiz Mattar    | John Letts Jaime Oncins        | 4-6, 7-6, 6-2 |
| 3.     | 9 settembre 1996 | Bancolombia Open, Bogotà       | Terra rossa | David Rikl     | Pablo Campana Nicolás Lapentti | 6-3, 7-6      |